# L'Empire de l'illusion
 (février 2013).
L'Empire de l'illusion : La Mort de la culture et le Triomphe du spectacle, sorti en 2009 (en anglais, Empire of Illusion: The End of Literacy and the Triumph of Spectacle), publié en 2012 en France et traduit par Nicolas Calvé, est un livre écrit par le journaliste américain Chris Hedges. 
Ce dernier y présente une  culture américaine qui se dégrade aux mains d'un empire qui cherche à tirer un maximum de profit de l'appauvrissement moral, intellectuel et économique de ses sujets - l'illusion du rêve américain.
D'après Chris Hedges, cet empire tire sa puissance d'une déconnexion de la réalité dans différents domaines : l'illusion de la culture (chapitre 1), de la sexualité (chapitre 2), du savoir (chapitre 3), du bonheur (chapitre 4) et de l’Amérique (chapitre 5).
L'Empire de l'illusion est publié chez Lux Éditeur pour la version française, collection Futur Proche.3